# Хіларита
Хілари́та або Хілари́тас (від грец. ἱλαρός — веселий, життєрадісний) — у римській міфології персоніфікація радості.

## Культ Хіларити
У релігійних віруваннях римлян Хіларита належала до групи популярних уособлень людських почуттів, таких як Клеменція, Летиція, Патіенція. Можливо пов'язана з культом Кібели. На честь цієї «матері богів» присвятили свято Хіларії («день весілощів»), яке відзначалося в греко-римській культурі на наступний день після весняного рівнодення (25 березня).

## Хіларита на монетах

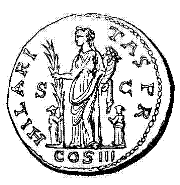
Хіларита з дітьми

Зустрічається на давньоримських монетах. Хіларита зображена у вигляді жінки, яка стоїть і тримає в одній руці пальмову гілку — символ радості, а в іншій — ріг достатку; варіанти: скіпетр, патера, вінок, квітка або якір. На деяких монетах Антоніна Пія Хіларита торкається голови.
Вперше Хіларита з'явилися на монетах Адріана (117—138). На його сестерціях і дупондіях богиня зображена з двома дітьми , на денаріях — з написом: «HILAR[itas] P[opuli] R[omani]» (Хіларита римського народу).
З нагоди народження дітей імператорів на монетах карбували епітети «HILARITAS AVGVSTI» («радість імператора») або «HILAR[itas] TEMPOR[um]» («Радість часів»), як на монетах Дідія Юліана.
Хіларита викарбувана на монетах імператорів:
- Адріана (117—138);
- Антоніна Пія (138—161);
- Марка Аврелія (161—180);
- Коммода[16] (177—192);
- Дідія Юліана (193);
- Септимія Севера[17] (193—211);
- Каракали[18] (198—217);
- Геліогабала[19] (218—222);
- Клавдія II[20] (268—270);
- Постума[21] (260—269);
- Тетрика I[7] (271—274);
- Каравзія[22] (287—293);
- Аллекта[23] (293—296).

## Астероїд Хіларитада
На честь богині названий астероїд (996) Хіларитада.